# Musée d'Art d'Estonie
Le musée d'Art d'Estonie (estonien : Eesti Kunstimuuseum) est un musée de Tallinn en Estonie.

## Présentation
Le musée est formé de cinq établissements :
- le musée Kumu ;
- le château de Kadriorg ;
- le musée Mikkel ;
- le musée Niguliste ;
- le musée Adamson-Eric.

## Galerie d'images

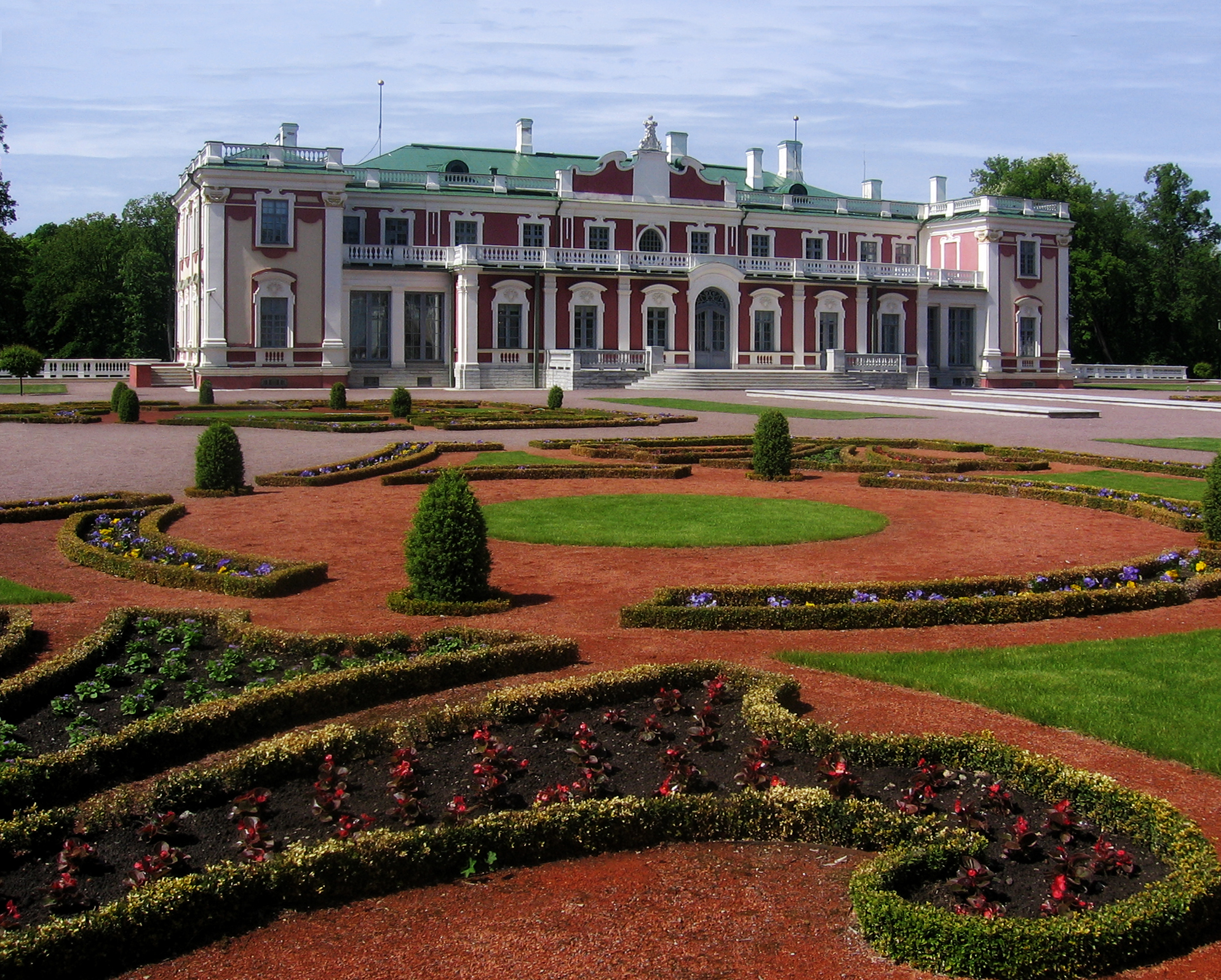
Le château de Kadriorg.
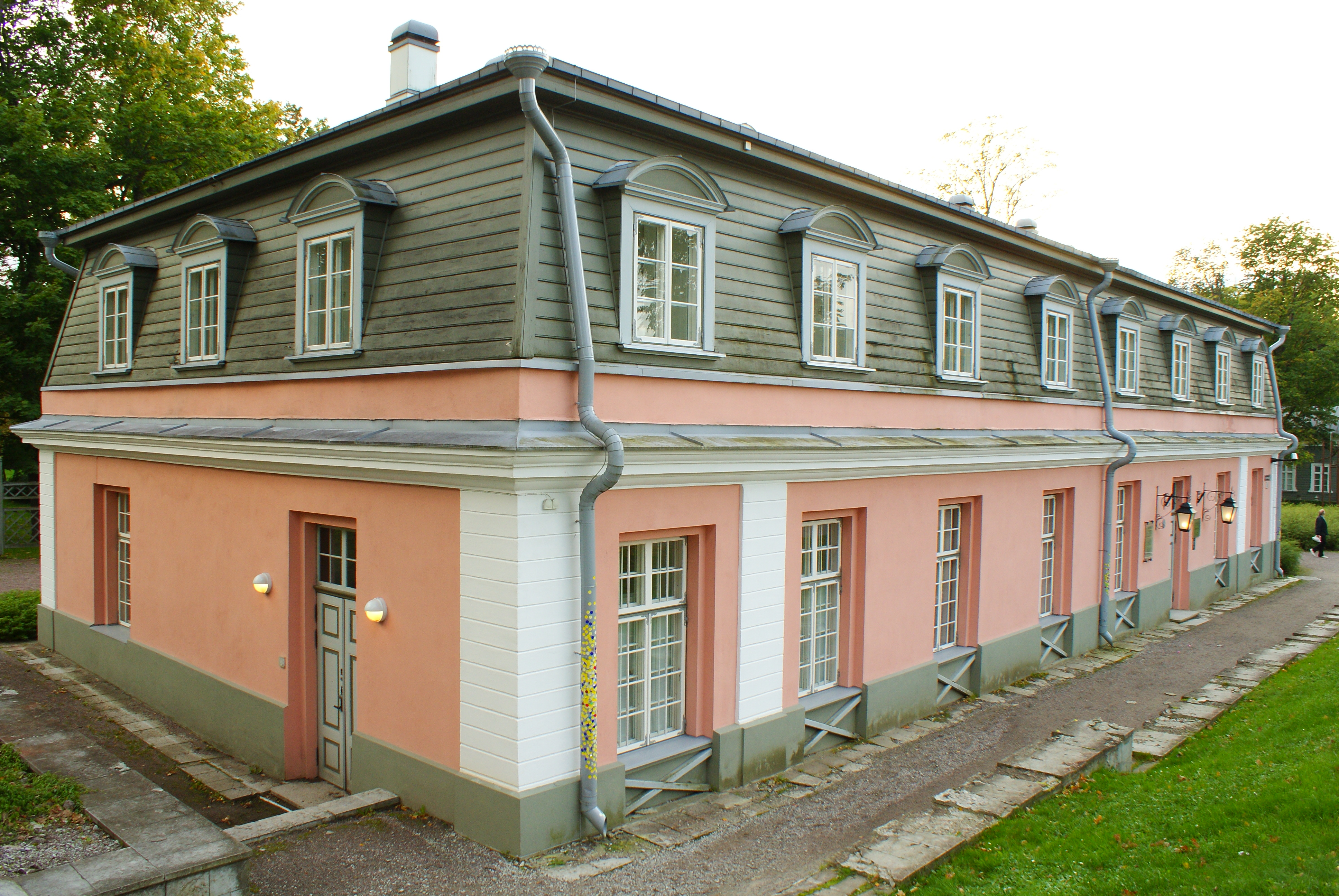
Le musée Mikkel.
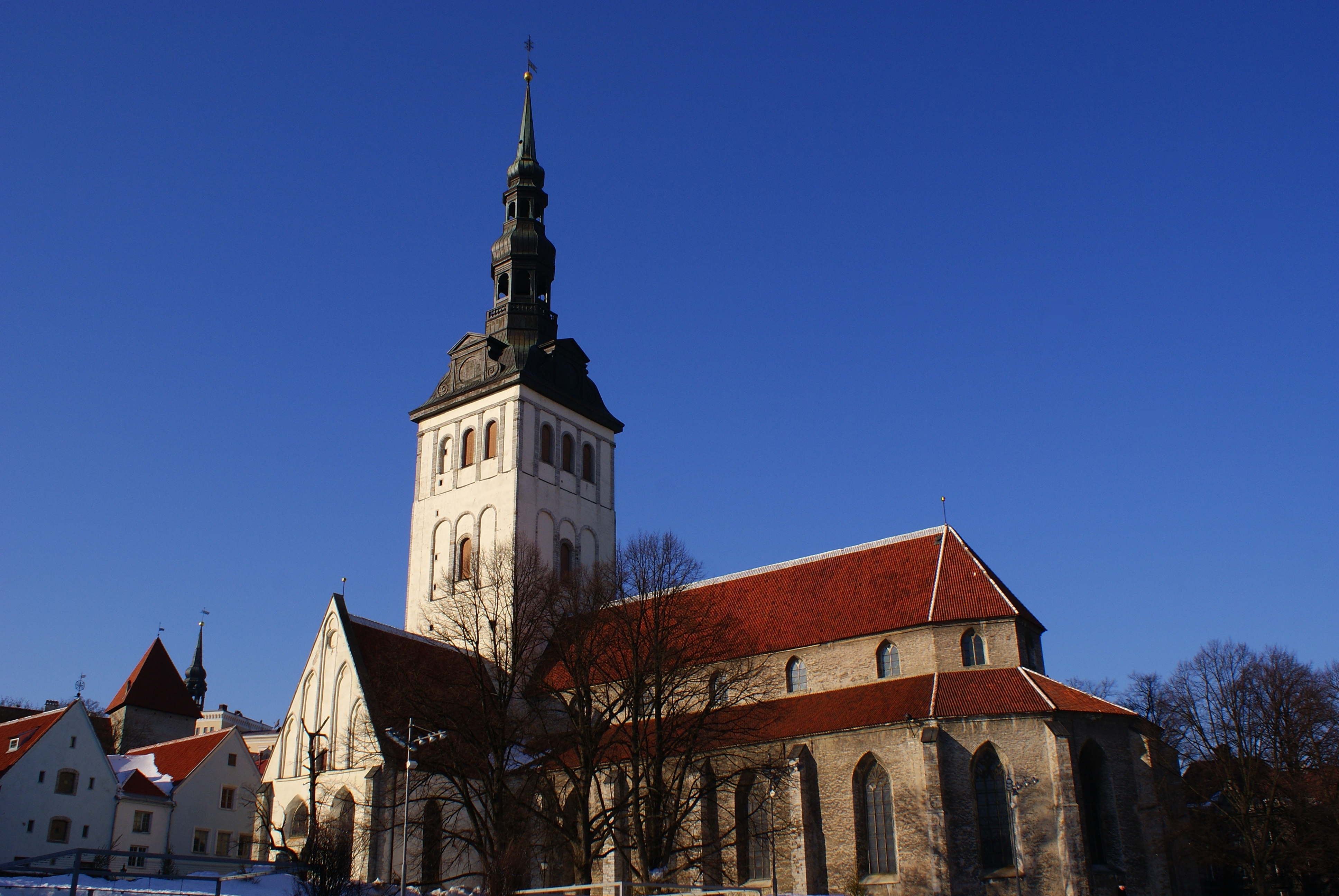
Le  musée Niguliste.
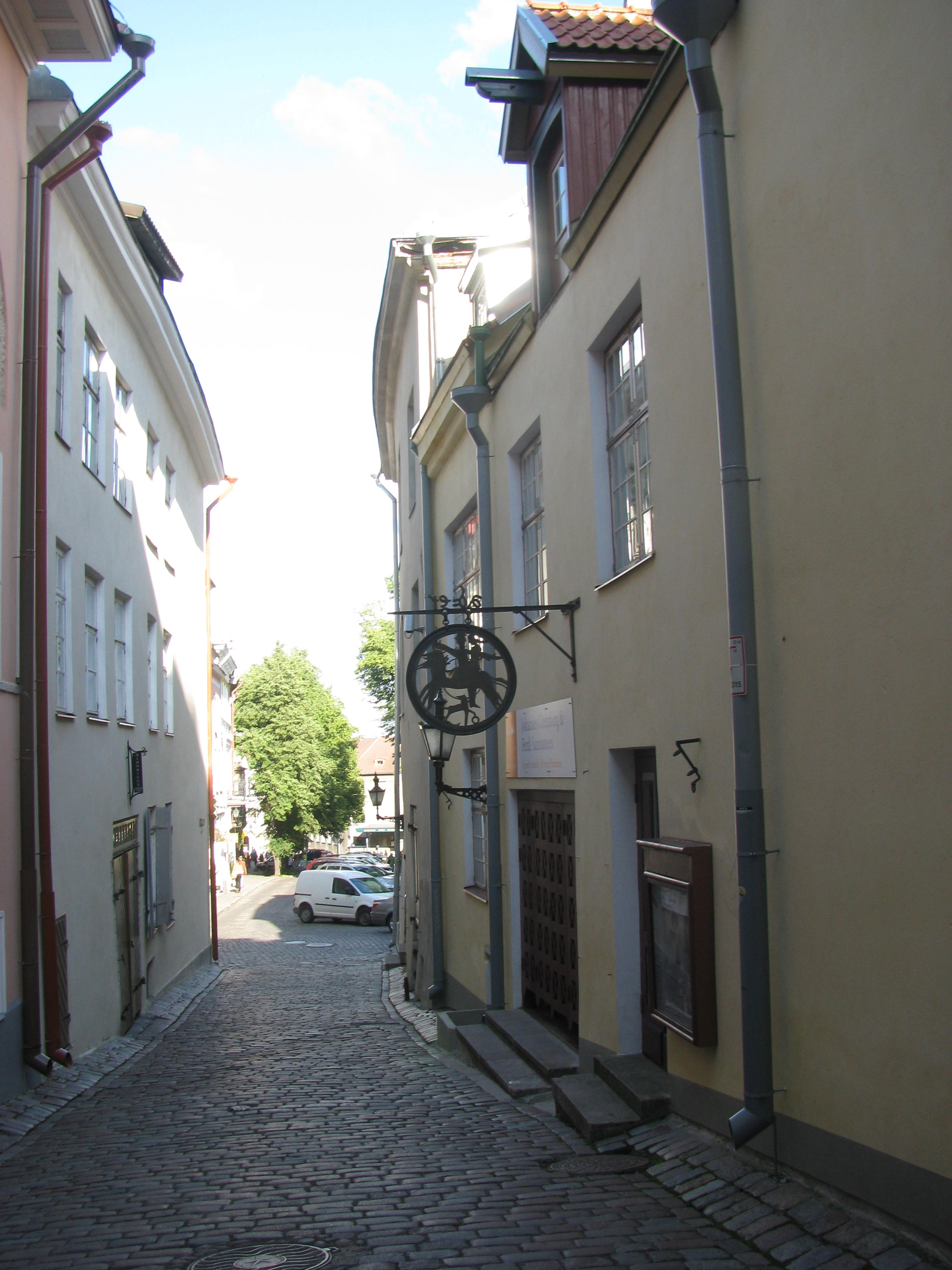
Le musée Adamson-Eric.

## Collection de peintres étrangers
Quelques exemples de la collection.

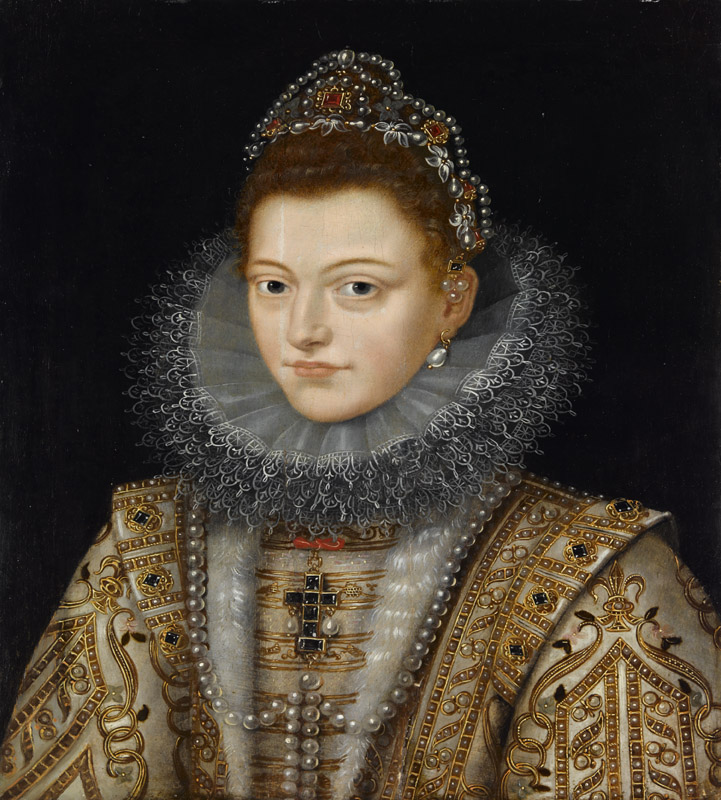
Isabelle régente des Pays-Bas par Frans Pourbus le Jeune.
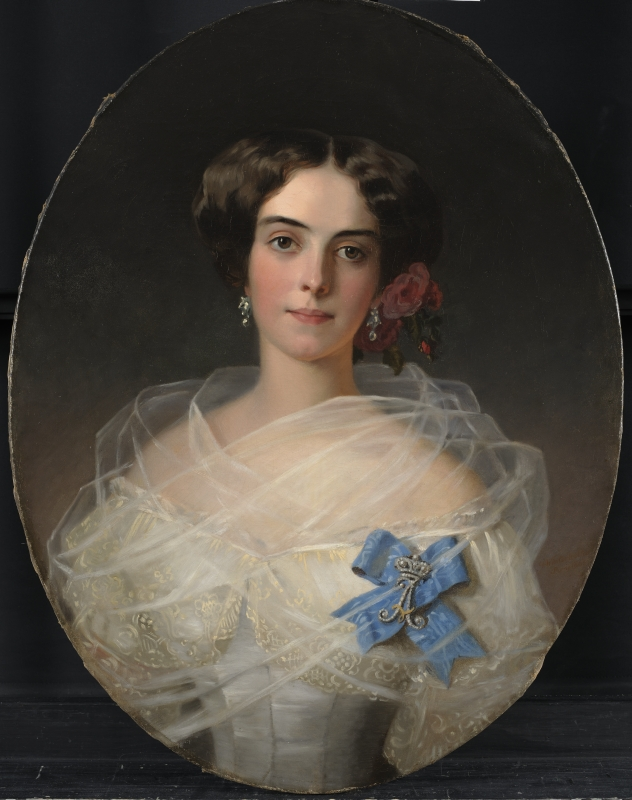
Fille de député par Franz Xaver Winterhalter.
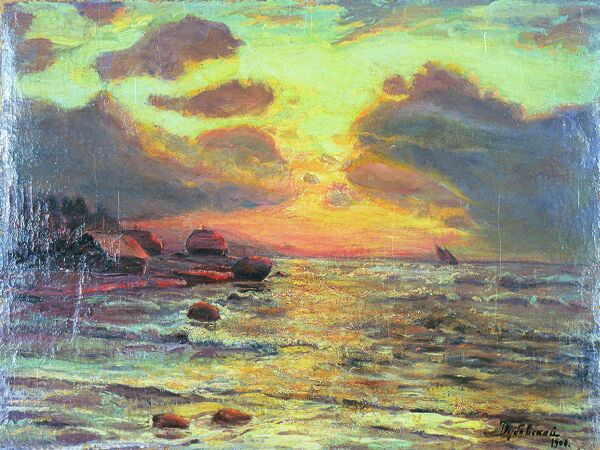
Plage avec maisons par Nikolaï Doubovskoï.
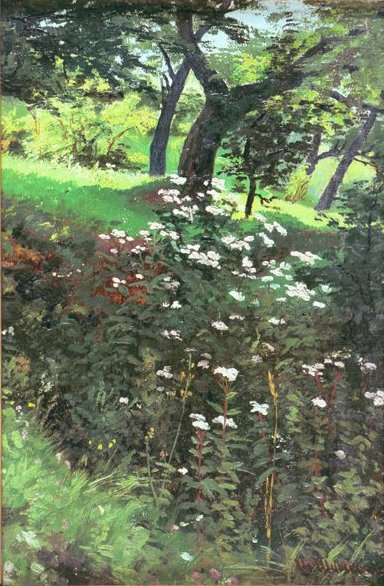
Prairie boisée par Ivan Chichkine.
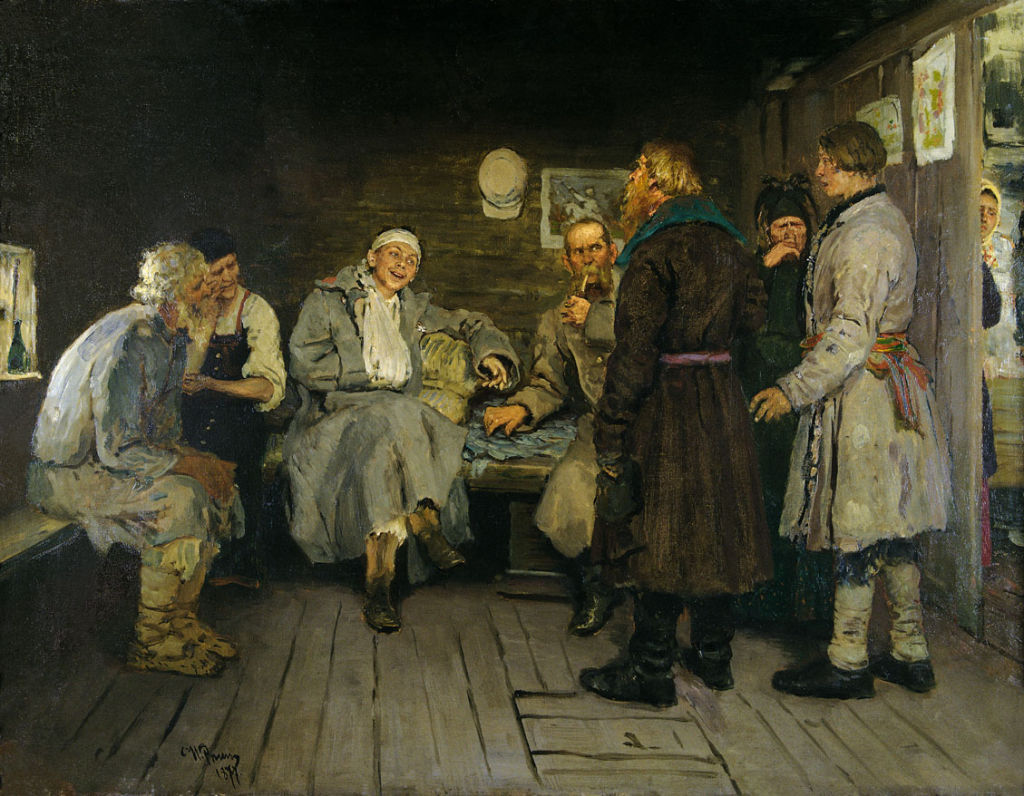
Histoire d'un soldat de Ilia Répine.
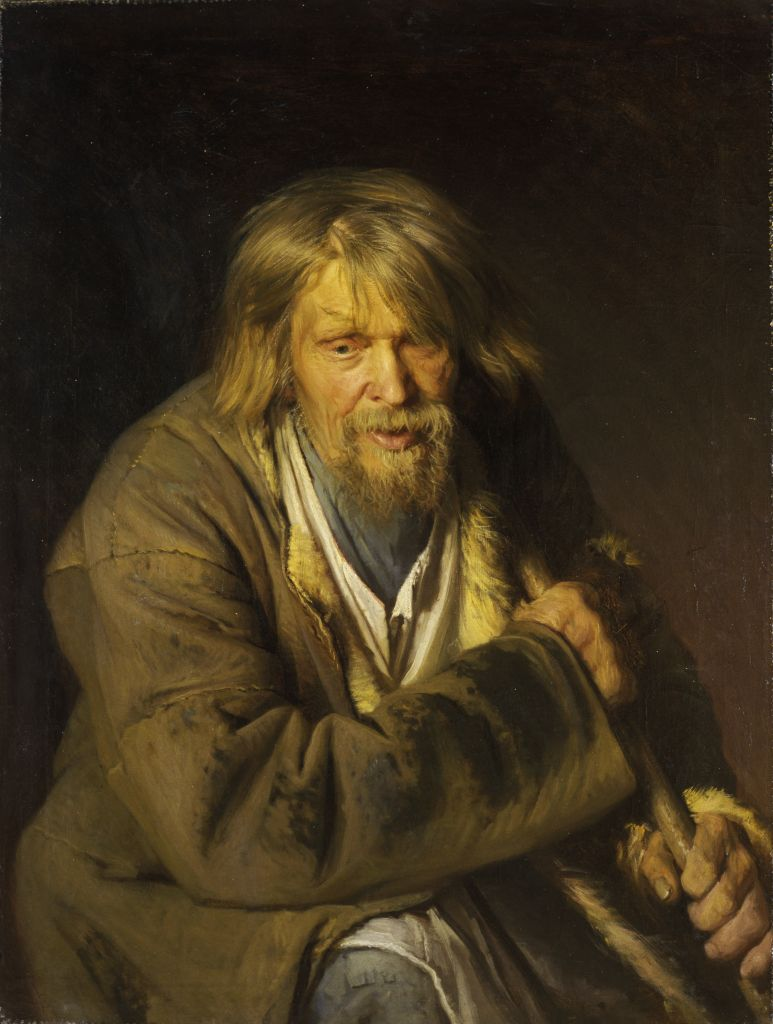
Vieil homme au bâton par Ivan Kramskoï.
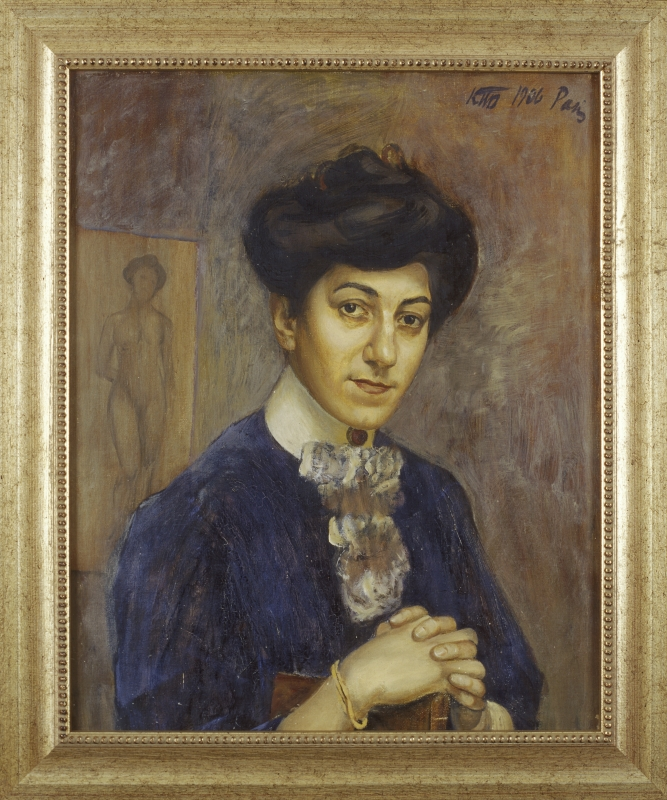
Maria Fédorovna l'épouse de l'artiste, par Kouzma Petrov-Vodkine.
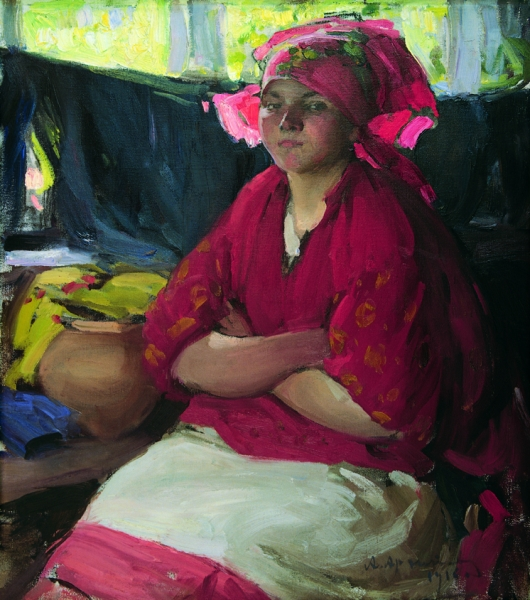
Petite fille en rouge par Abram Arkhipov.
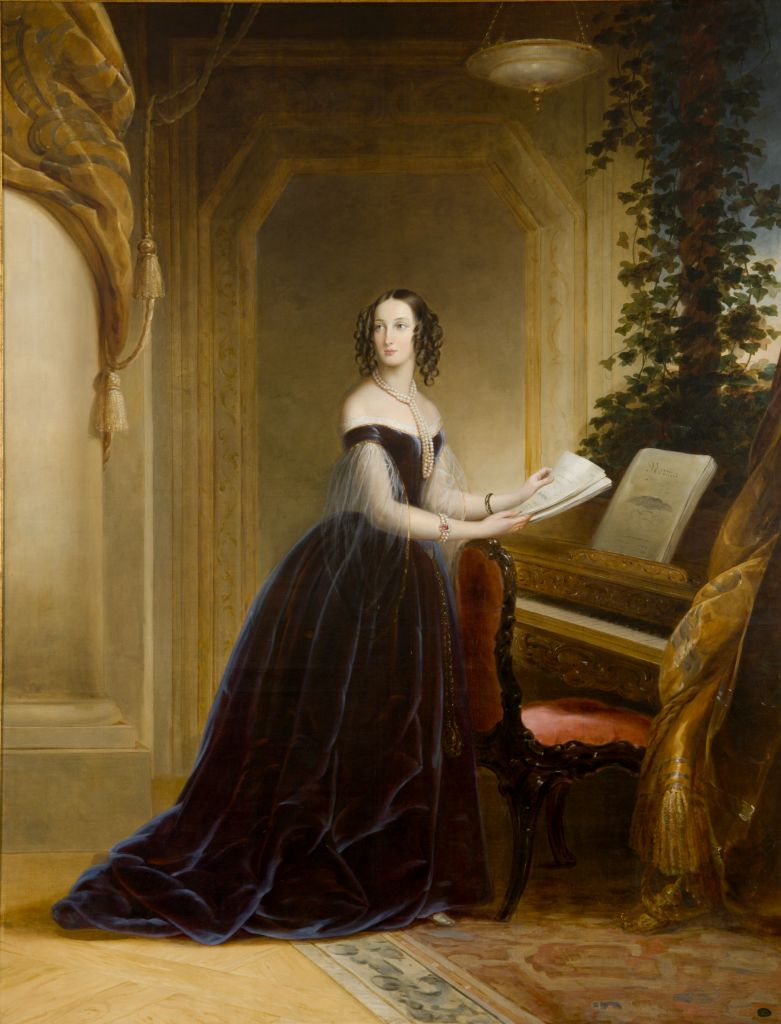
Portrait de la fille de Nicoals I par Christina Robertson.
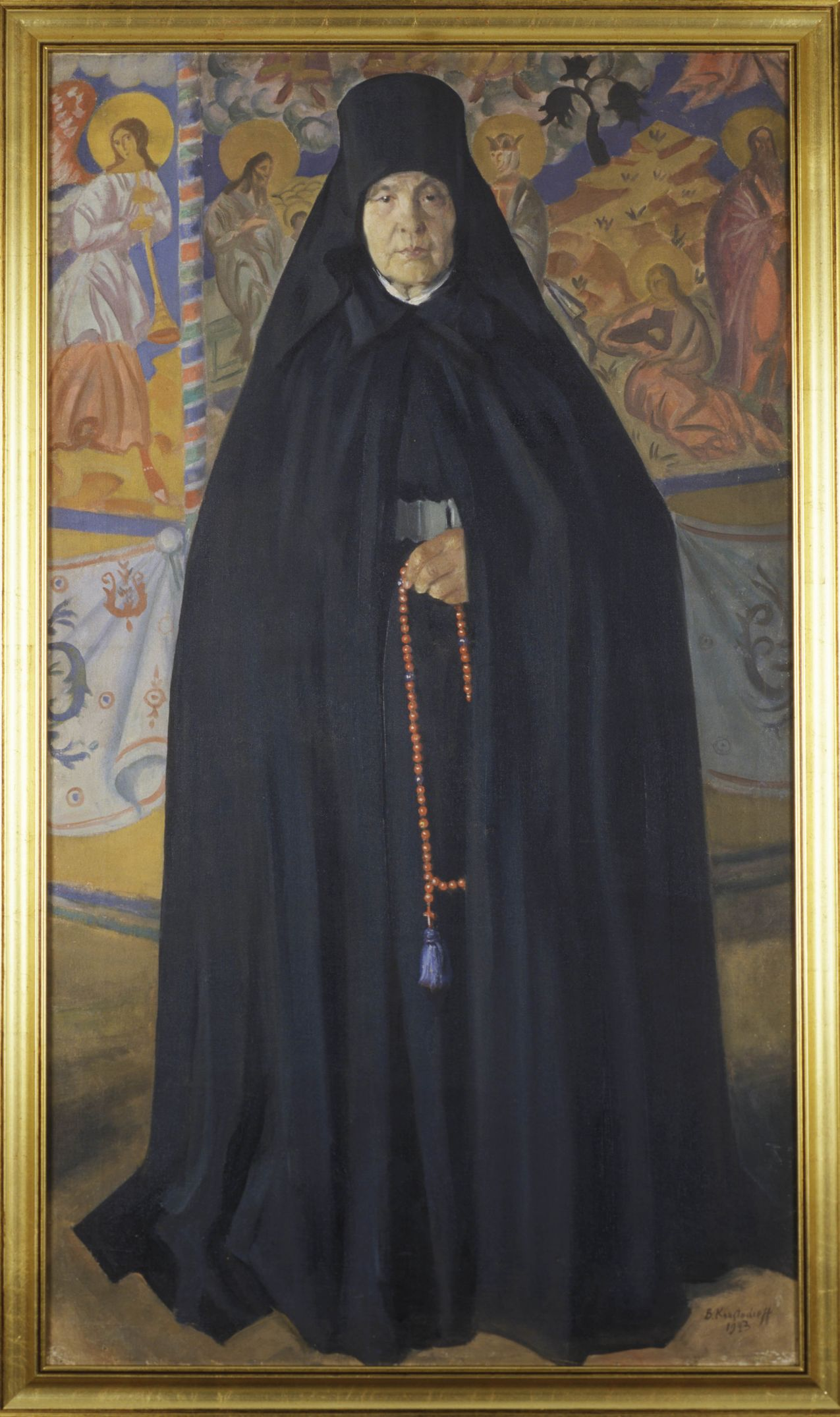
Nonne par Boris Koustodiev.
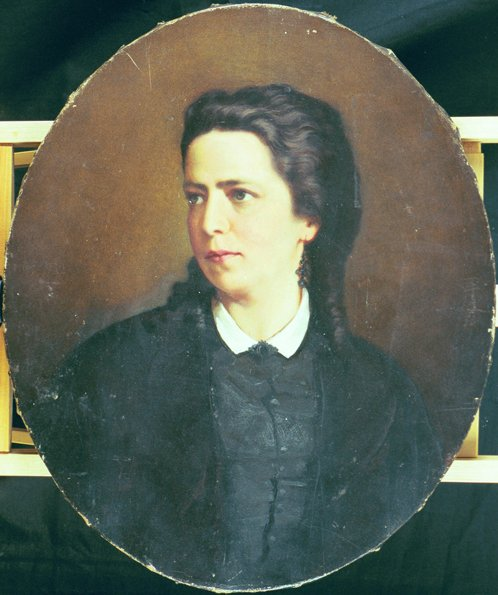
Madame Pezet de Corval? par Georg Wilhelm Timm.
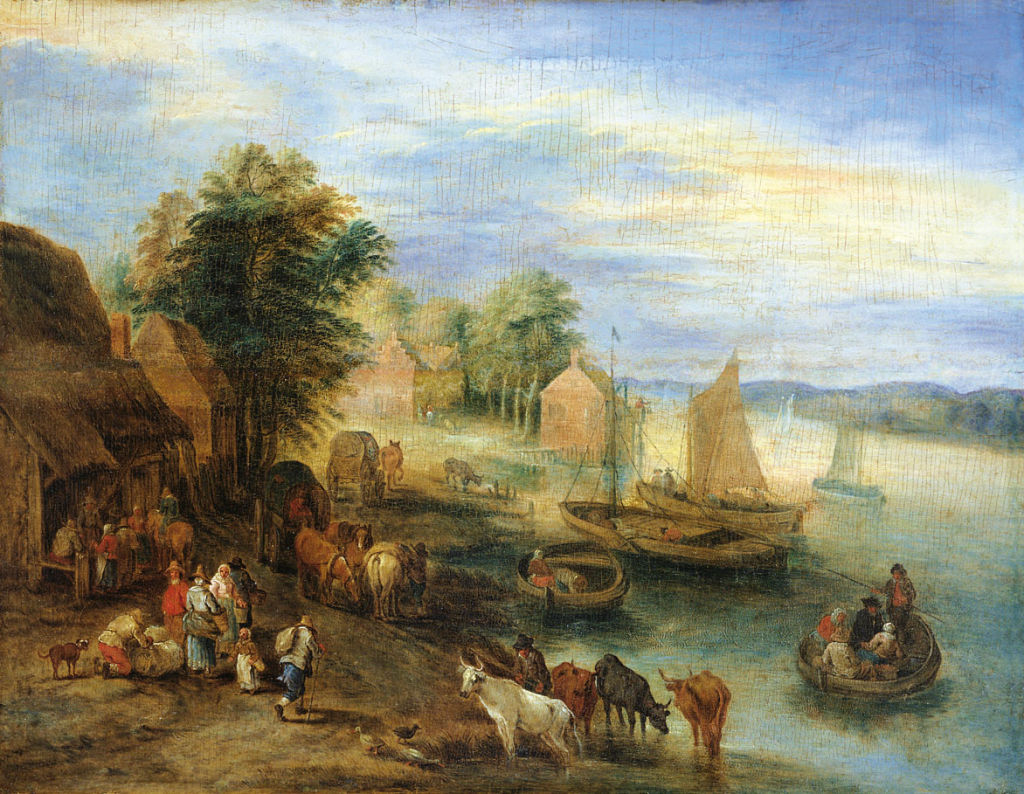
Devant la taverne par Théobald Michau.
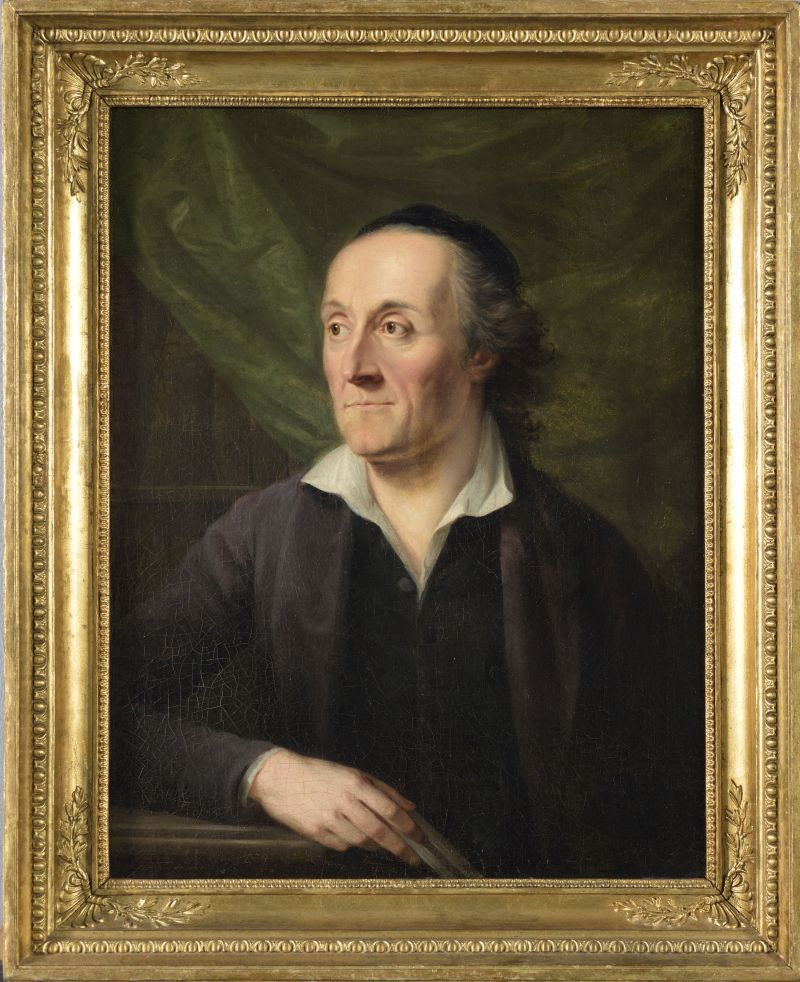
Johann Kaspar Lavater par August Friedrich Oelenhainz.